# Nikola Parov
Nikola Parov est un musicien compositeur et musicologiste bulgare. C'est un multiinstrumentiste jouant des kaval, gadoulka, bouzouki, nyckelharpa et gaida.
Né à Sofia, il apprend la mandoline à 6 ans avec son grand-père musicien. Il étudie ensuite le piano et le violoncelle à 10 ans puis émigre à Budapest. Il y étudie la musique folklorique et devient professionnel à 20 ans, avec le groupe Zsaratnok qui interprète la musique des Balkans.
Il reçut le support de la George Soros Foundation et de l'Academmy des Sciences de Budapest pour ses recherches musicologiques.
Il découvre la musique celtique dans les années 1980 grâce à Andy Irvine, Davy Spillane et Bill Whelan, avec les projets East Wind et Riverdance, qui le mèneront de par le monde en tournée.
Nikola Parov joue aussi avec le Riverdance Orchestra, Zsaratnok, Marta Sebestyen et compose pour le Hungarian State Folk Ensemble, les films School of Senses et Some Mother"s Son, documentaires Before Your Eyes et anime Tales of Vases.

## Discographie
Nikola :
- Volt nékem szeretőm..., (2006)
- Balkan Syndicate, (2003)

Balkan Playboys : Balkaninis, (2003)
Nikola - World orchestra : Karácsonynak éjszakáján, (2001)
Nikola et ses amis : Traditional music from the Balkan, (1991)
Nikola Parov :
- Naplegenda, (2000)
- Kilim, (1997)
- Heterogenial, (1994)
- After Apocalypsis, (1989)

Zsarátnok :
- The Balkan Move, (1998)
- Paraselene, (1989)
- Balkan wedding
- The Balkan Legend, (1995)
- Folk Music of the Balkans, (1995)

Barbaro : Barbaro, (1990)
Participation :
- Bill Whelan : The Roots of Riverdance, (1997)
- Márta Sebestyén : Kismet (1996)
- Bill Whelan : Some Mother's Son, (1996)
- Andy Irvine : East Wind, (1995)
- Bill Whelan : Riverdance, (1995)

## Filmographie
- 1985 Tales of Vases
- 1997 Some mother's Son
- 1996 Riverdance - A Journey
- 1996 Riverdance The Show
- 1997 Riverdance Live from New York City
- 1997 School of Senses
- 1998 Before Your Eyes